# Ron Spivey
Ron Spivey (Monroe, 16 marzo 1961) è un ex cestista statunitense, professionista nella CBA.

## Carriera
Ha giocato per molti anni nella CBA, chiudendo la carriera con 4.083 punti, 384 palle recuperate e 228 stoppate in 322 partite.

## Palmarès
- 2 volte CBA All-Defensive First Team (1989, 1990)
- CBA All-Defensive Second Team (1987)